# Polystichtis cilissa
Polystichtis cilissa är en fjärilsart som beskrevs av William Chapman Hewitson 1863. Polystichtis cilissa ingår i släktet Polystichtis och familjen Riodinidae. Inga underarter finns listade i Catalogue of Life.